# Decsi Gáspár
Decsi Gáspár, olykor Deczi Gáspár formában is (? – 1588 után) tolnai főprédikátor, költő.

## Élete
Tanult Tolnán, Kolozsvárt és 1566. május 20-ától Wittenbergben. 1575-ben pap lett Tolnán. Tudományos hireért és irodalmi működéseért nagyra becsülték; de a kockáztató sikraszállás nem tartozott a tulajdonságai közé. Már 1573-ban köszvényre hivatkozva vonult el az őt meglátogató Gerlach elől s káplánját küldte a tudós lutheránus pap fogadására. 1588-ban a „Pécsi disputatio" alkalmával a fenyegető mozgalmak láttára, jónak látta félre térni a küzdelem elől és a hercegszöllősi zsinatra hivatkozva, megtiltá hiveinek, hogy a pécsiekkel érintkezzenek. Kevéssel azután meghalt.

## Munkái
1. Epithalamion nuptiis Basilii Fabricii... Vittenbergae, 1567.
2. Az Vtolso üdőben eginehani regnalo bűnökről valo praedikatiok, tudni illik, Első az Bűnről. Második az Reszegsegről. Harmadik az Paraznasagrol. Negiedik az Tanczrol. Debreczen, 1582. (Egyetlen csonka példánya a sárospataki ev. ref. coll. könyvtárában. 2. kiadás. Várad, 1584.) → Az utolso üdoeben eginehani regnalo bünoekroel valo praedikatiok
3. Historia a Dávid királynak Uriasnak feleségével való vétkeiről. Sicz (Német-Lövő), 1592. (Egy példánya sem ismeretes. 1579-ben iratott és két előbbeni kiadása jelent meg hely és év n., melyek közül egyik a m. tud. akadémia, másik az Országos Széchényi Könyvtárban van.) → Historia az David királynac Uriásnac feleségével valo vétkéroel

Latin elegiát irt Heltai Gáspár Historia Mathiae Hunyadis, Claudiopoli, 1565. c. munkája előszava után.